# بيتر براون (مغني)
بيتر براون (بالإنجليزية: Peter Brown)‏ هو مغني وكاتب أغاني ومنتج أسطوانات أمريكي، ولد في 11 يوليو 1953 في بلو أيلاند في الولايات المتحدة.

## وصلات خارجية
- بيتر براون على موقع ميوزك برينز (الإنجليزية)
- بيتر براون على موقع ديسكوغز (الإنجليزية)